# تيم ويلسون (سياسي)
تيم ويلسون (بالإنجليزية: Tim Wilson)‏ هو سياسي أسترالي، ولد في 12 مارس 1980 في أستراليا. حزبياً، نشط في الحزب الليبرالي الأسترالي. وقد انتخب عضو مجلس النواب الأسترالي عن دائرة Division of Goldstein ‏ (2 يوليو 2016 – ).